# Sylva Richterová
Sylva Richterová (* 30. prosince 1938) v Liberci je československá hráčka basketbalu (vysoká 178 cm). Je zařazena na čestné listině zasloužilých mistrů sportu.
Patřila mezi opory basketbalového reprezentačního družstva Československa, za které hrála v letech 1961-1968 celkem 133 utkání a má významný podíl na dosažených sportovních výsledcích. Zúčastnila se dvakrát mistrovství světa a čtyřikrát mistrovství Evropy v basketbale žen, na nichž získala celkem pět medailí, z toho tři stříbrné za druhá místa (MS 1964 a ME 1962, 1966) a dvě bronzové medaile za třetí místa (MS 1967 a ME 1964). Reprezentační kariéru zakončila po Mistrovství Evropy 1968 v Messina, Itálie (9. místo).
V československé basketbalové lize odehrála celkem 12 sezón (1957-1969), tři za Lokomotivu Liberec, devět za Spartu Praha, v nichž s týmem Sparty Praha získala v ligové soutěži celkem 7 medailí, pětkrát titul mistra Československa, jedno druhé a jedno třetí místo. Československá basketbalová federace ji třikrát zařadila do nejlepší pětky - „All Stars“ československé basketbalové ligy (1964/65, 1965/66, 1966/67).
S týmem Sparty Praha (Spartaku Sokolovo) se zúčastnila čtyř ročníků Poháru evropských mistrů v basketbale žen, třikrát tým skončil v soutěži na druhém místě (1964, 1967, 1968), když podlehl až ve finále proti Daugava Riga.,

## Sportovní kariéra
- Kluby: celkem 12 sezón a 7 medailových umístění: 5x mistryně Československa, 1x 2. místo, 1x 3. místo
- 1957-1960 Lokomotiva Liberec, 6. místo (1959), 7. místo (1958), 9. místo (1960)
- 1960-1969 Sparta Praha: 5x mistryně Československa (1963, 1966-1969), 2. místo (1964), 3. místo (1961), 4. místo (1965), 6. místo (1962)
- od zavedení evidence podrobných statistik ligových zápasů (v sezóně 1961/62) zaznamenala celkem 2037 ligových bodů.
- Československo: 1961–1968 celkem 133 mezistátních zápasů, z toho na MS a ME celkem 164 bodů ve 34 zápasech
- Mistrovství světa: 1964 Lima, Peru (37 bodů /8 zápasů), 1967 Praha (19 /6), na MS celkem 56 bodů v 14 zápasech
- Mistrovství Evropy: 1962 Mulhouse, Francie (14 /6), 1964 Budapešť (2 /1), 1966 Rumunsko (50 /6), 1968 Messina, Itálie (32 /7), na ME celkem 108 bodů ve 20 zápasech
- úspěchy:
- Mistrovství světa v basketbalu žen: 2. místo (1964), 3. místo (1967)
- Mistrovství Evropy v basketbale žen: 2x 2. místo (1962, 1966), 3. místo (1964)
- FIBA Pohár evropských mistrů v basketbale žen, 3x 2. místo (1964, 1967, 1968)